# День Героїв Небесної Сотні
День Героїв Небесної Сотні — пам'ятний день, що відзначається в Україні 20 лютого на вшанування подвигу учасників Революції гідності та увічнення пам'яті Героїв Небесної Сотні.

## Історія
Пам'ятний день встановлено Указом Президента України Петра Порошенка 11 лютого 2015 року з метою увічнення великої людської, громадянської і національної відваги та самовідданості, сили духу і стійкості громадян, завдяки яким змінено хід історії нашої держави, гідного вшанування подвигу Героїв Небесної Сотні, які віддали своє життя під час Революції гідності (листопад 2013 року — лютий 2014 року), захищаючи ідеали демократії, відстоюючи права і свободи людини, європейське майбутнє України.

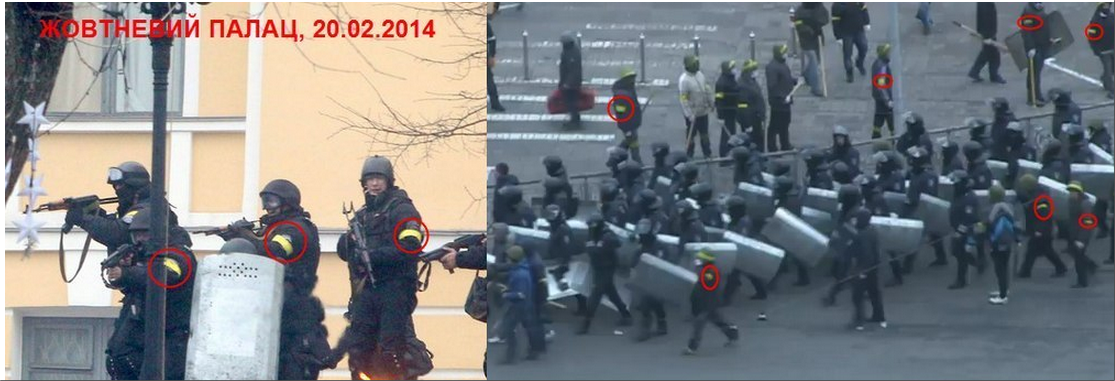
Спецзагони з вогнепальною зброєю. Київ, 20 лютого 2014 року

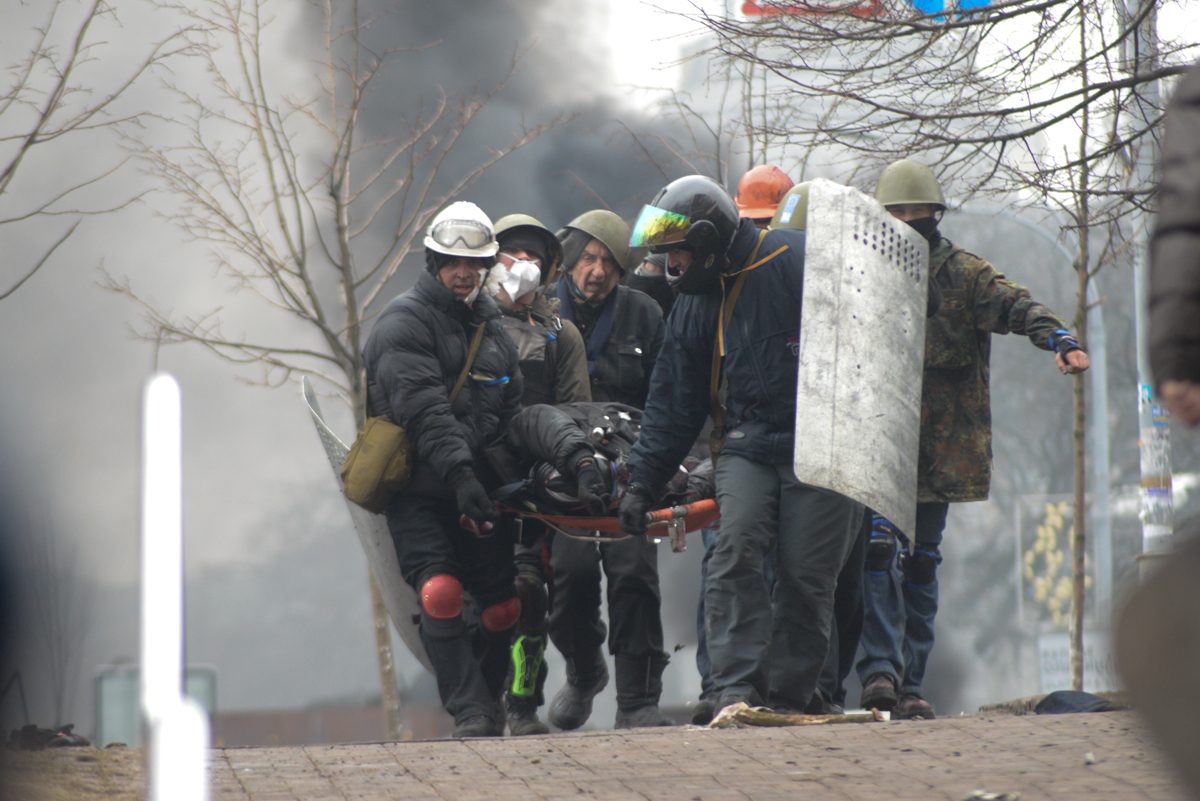
Учасники подій у Києві переносять пораненого з поля бою. 20 лютого 2014 року

Цього дня 2014 року під час Єврореволюції на Інститутській вулиці у Києві силові підрозділи режиму Януковича розстрілювали протестувальників. Усього за день було до ста жертв, яких назвали «Небесною Сотнею». О 22:17 Верховна Рада прийняла постанову «Про засудження застосування насильства, яке призвело до загибелі мирних громадян України», низка представників влади заявили про перехід на бік народу. День 20 лютого став переломним у ході подій Революції гідності.

## Відзначення

### 2015
20 лютого на Майдані Незалежності ввечері відбулися такі заходи: виступ Президента України; всеукраїнська акція «Хвилина мовчання — нескінченність пам'яті»; відкриття світлової інсталяції «Промені Гідності»; виконання Державного гімну України Національної хоровою капелою «Думка»; виступ Євгена Нищука з віршем «Мамо, не плач, я повернусь весною» Оксани Максимишин-Корабель; «Реквієм» Вольфганга-Амадея Моцарта у виконанні Національного симфонічного оркестру України (диригує Володимир Сіренко) та Національної хорової капели «Думка» (диригує Євген Савчук); виконання пісні «Плине кача» групою «Піккардійська Терція»; покладання лампадок і квітів на місця розстрілів Небесної Сотні.

#### За кордоном

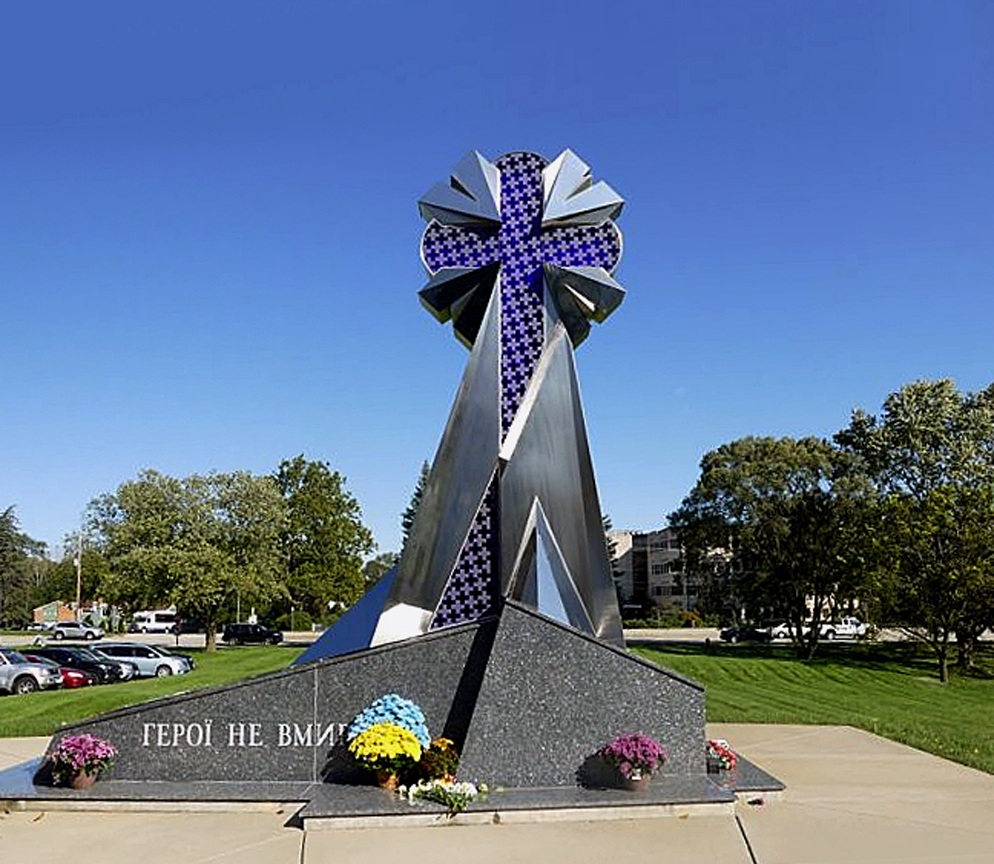

15 вересня, поблизу Чикаго (США), відбулось урочисте відкриття та освячення першого в США (також першого за межами України) пам’ятника Небесній Сотні та усім Героям, що поклали життя за Україну. Пам’ятник встановили поряд з Українською православною церквою Святого Андрія у Блумінгдейлі. Церемонію освячення проводив Святійший Патріарх Київський та всієї Руси-України Філарет. Урочисте відкриття було здійснене за участі міністра фінансів України Наталії Яресько, генерального консула України в Чикаго Лариси Герасько, губернатора штату Іллінойс Брюса Раунера та конгресмена Пітера Роскам. На церемонії відкриття були також зачитані листи-привітання сенаторів Джона МакКейна та Марка Кірка. Спорудження монумента підтримав сенатор Джон МакКейн. Українська громада долучилася збором коштів на спорудження пам’ятника Небесній Сотні в Чикаго. Автори пам'ятника: скульптор - Євген Прокопов, архітектор - Орест Бараник.

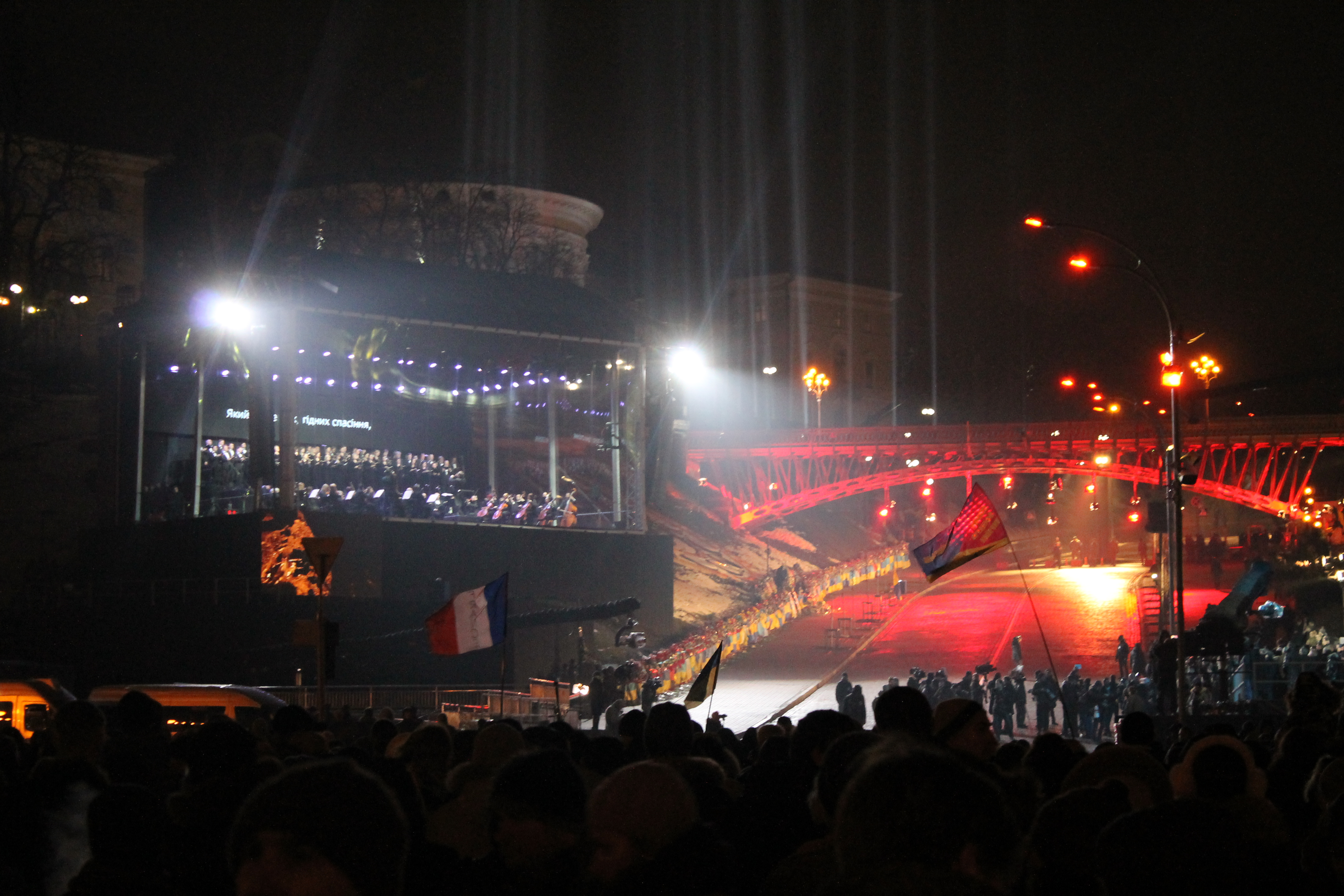
Оркестр і хор виконують «Реквієм» В. А. Моцарта
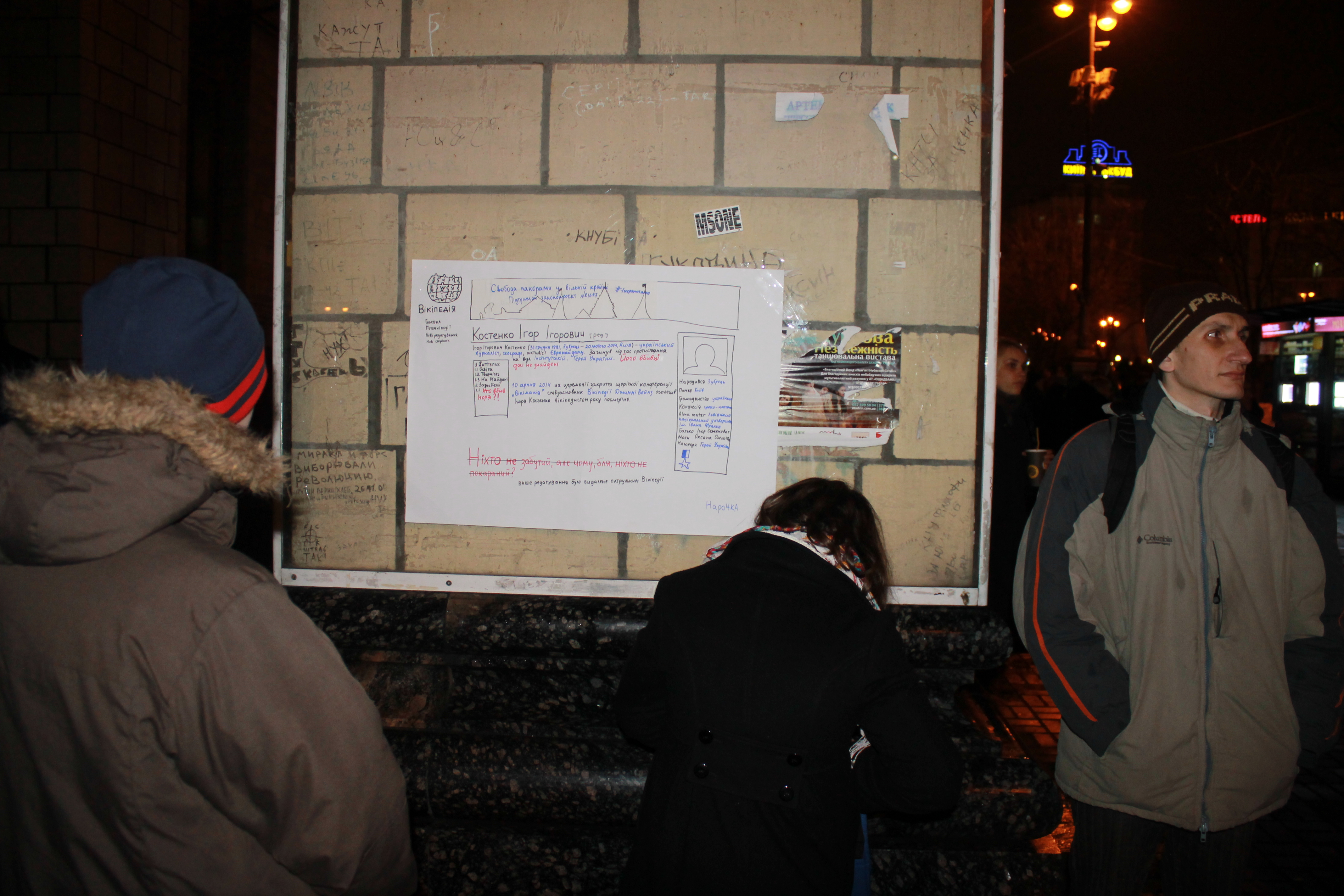
Плакат вікіпедистів, розміщений на одній з колон Головпоштамту
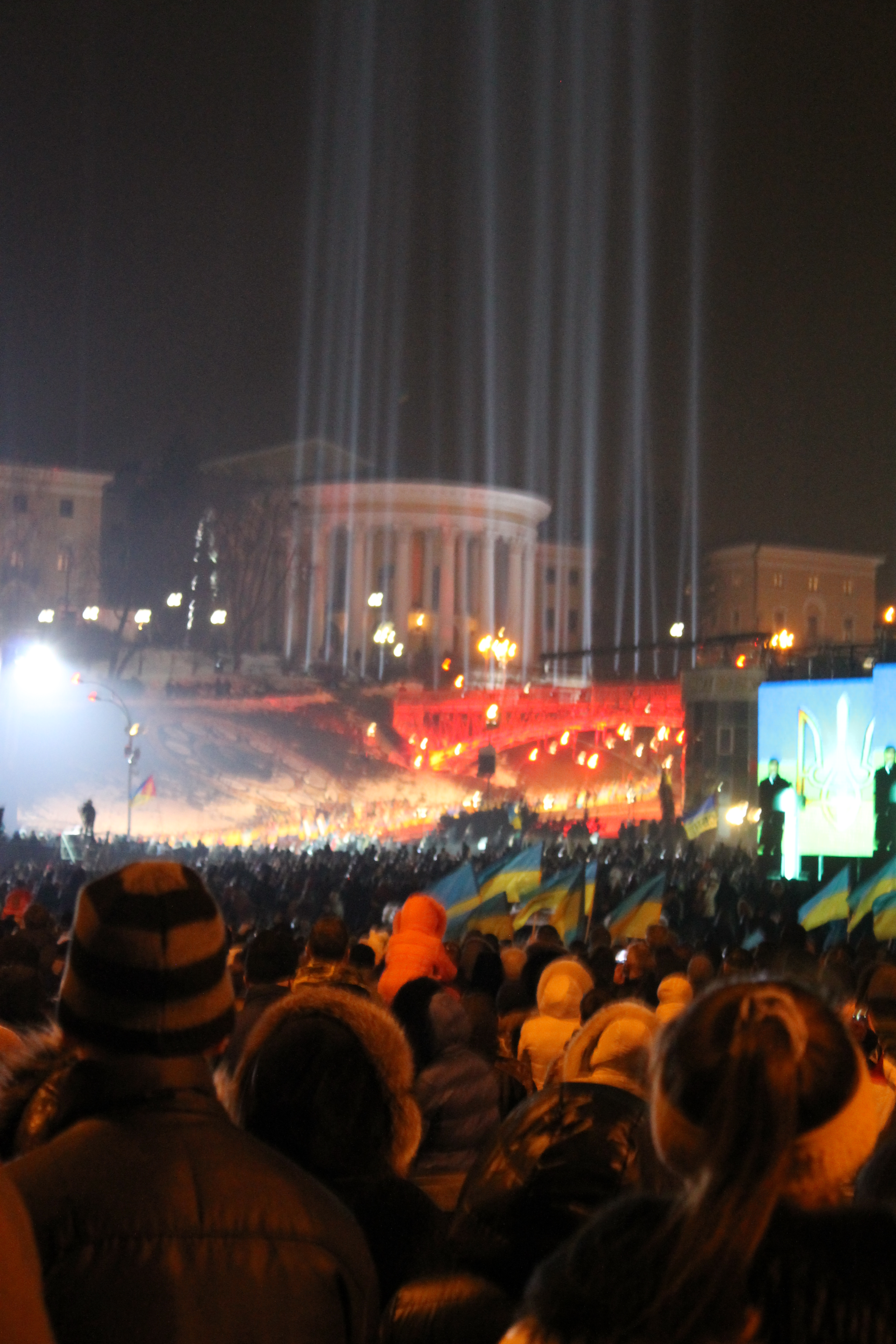
Небо освітлюється прожекторами з місць загибелі демонстрантів

### 2016
20 лютого люди приходили на Майдан Незалежності аби вшанувати пам'ять загиблих. Президент України Петро Порошенко відвідав Алею Небесної сотні рано вранці разом із дружиною, а вдень відвідав Михайлівський собор, де патріарх УПЦ КП Філарет служив молебень за загиблими. Разом із тим на Майдані Незалежності зібралися представники праворадикальних сил, які висловлювали незадоволення діями чинної влади, а під вечір зайняли готель «Козацький» на Майдані Незалежності, де розгорнули штаб «Революційних правих сил».

Вшанування загиблих героїв Євромайдану. Київ 20 лютого 2016
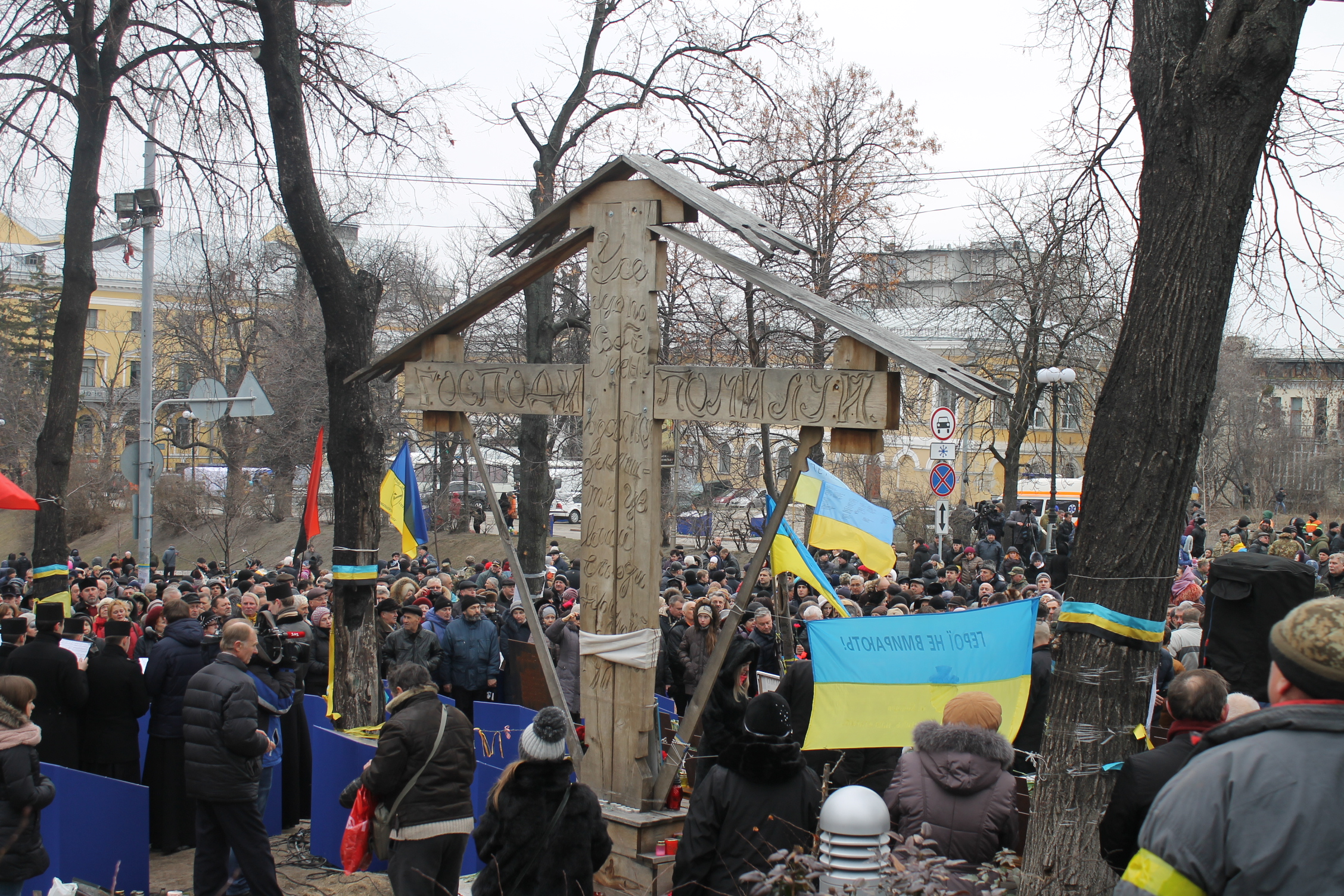
Молебень біля Хреста
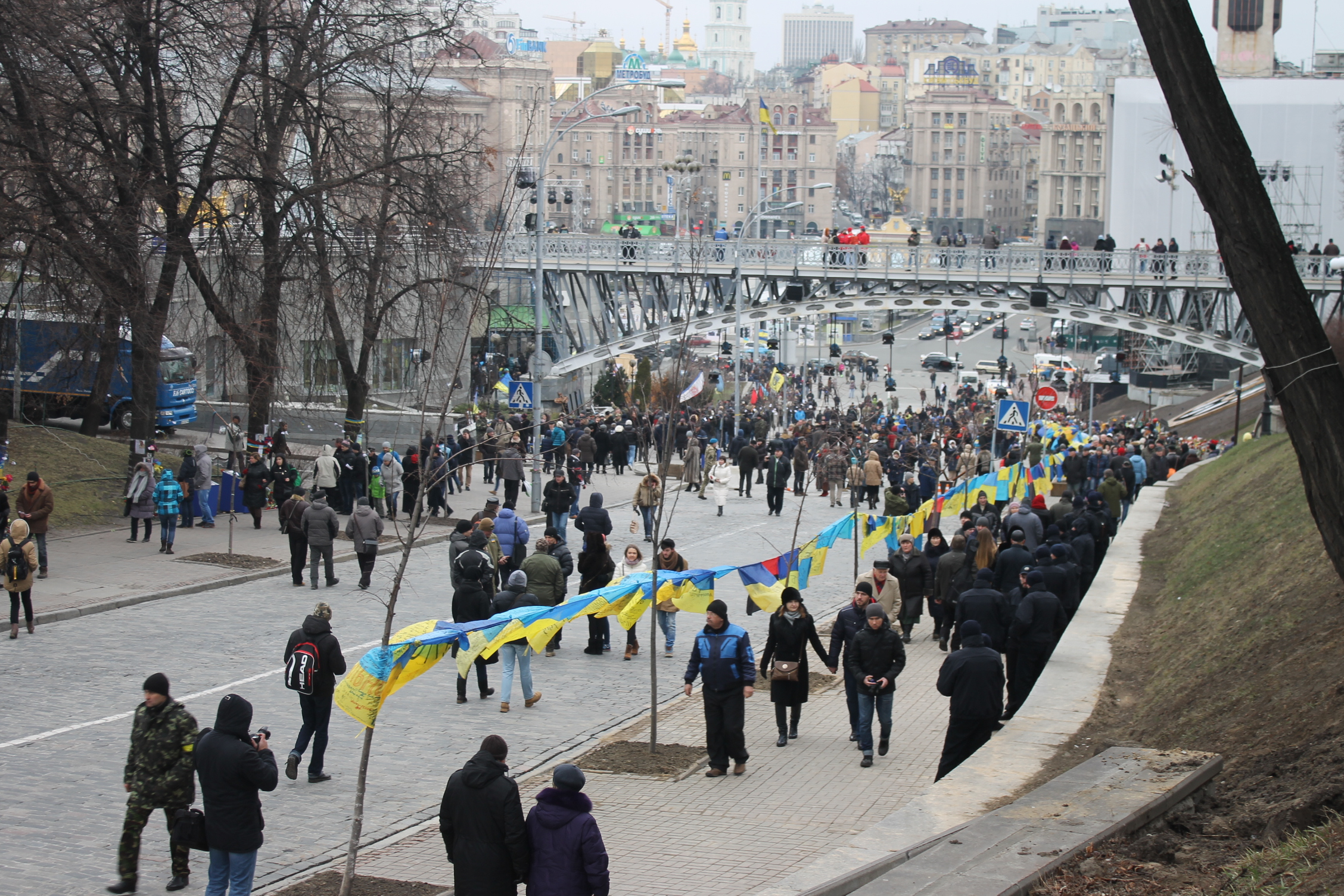
Алея Небесної сотні
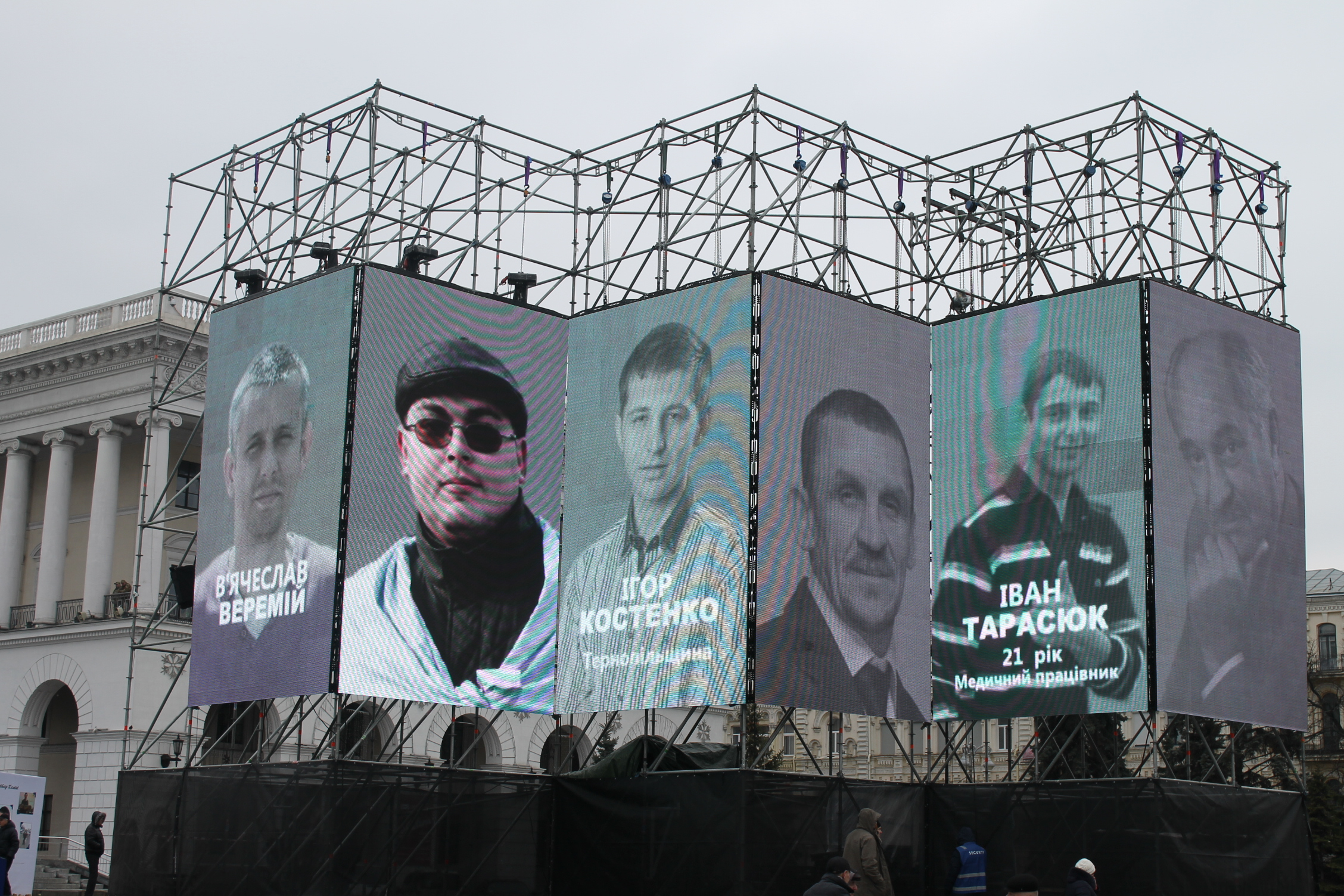
Екран, на якому почергово висвітлювалися портрети героїв Небесної сотні
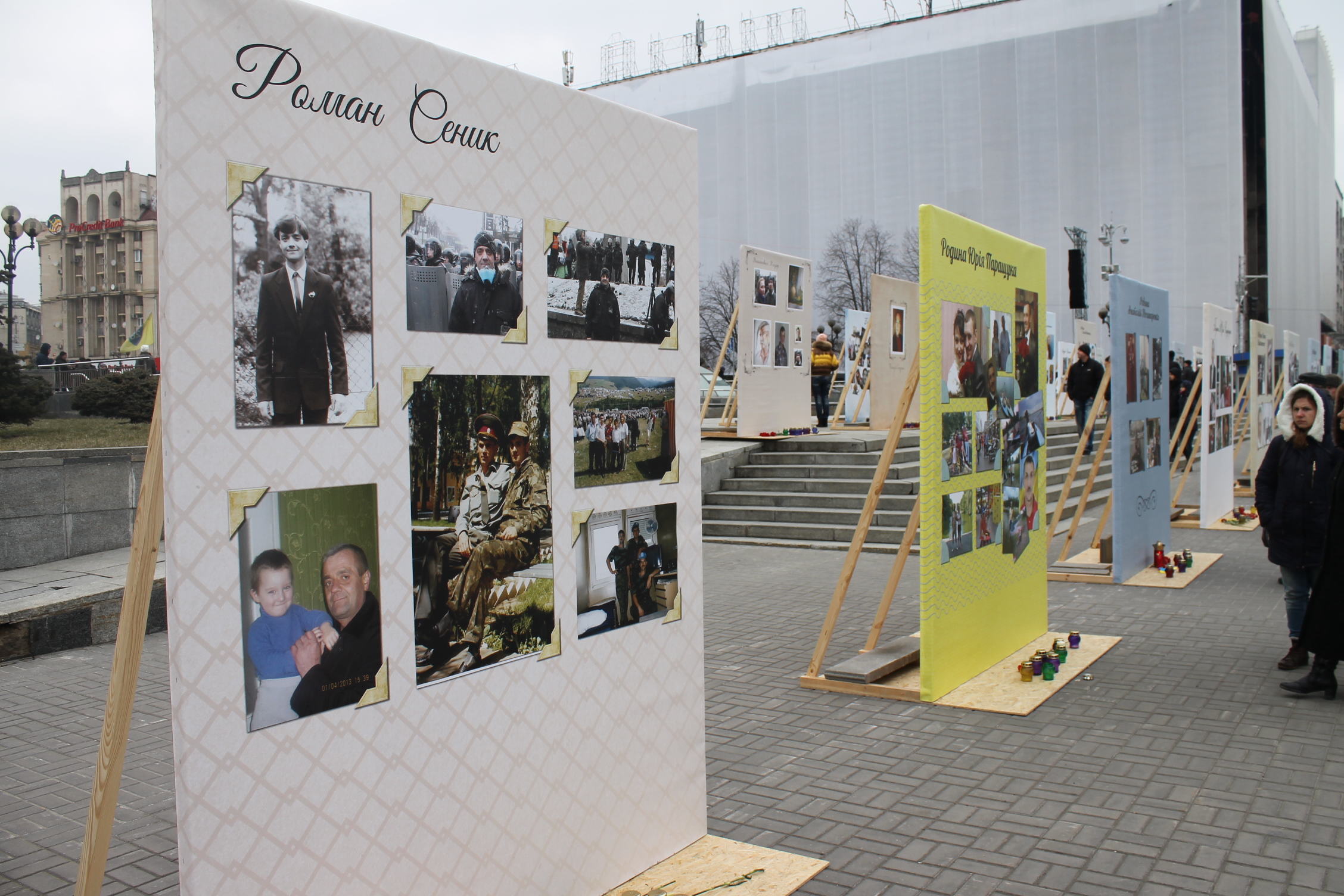
Стела з портретами героїв Небесної сотні
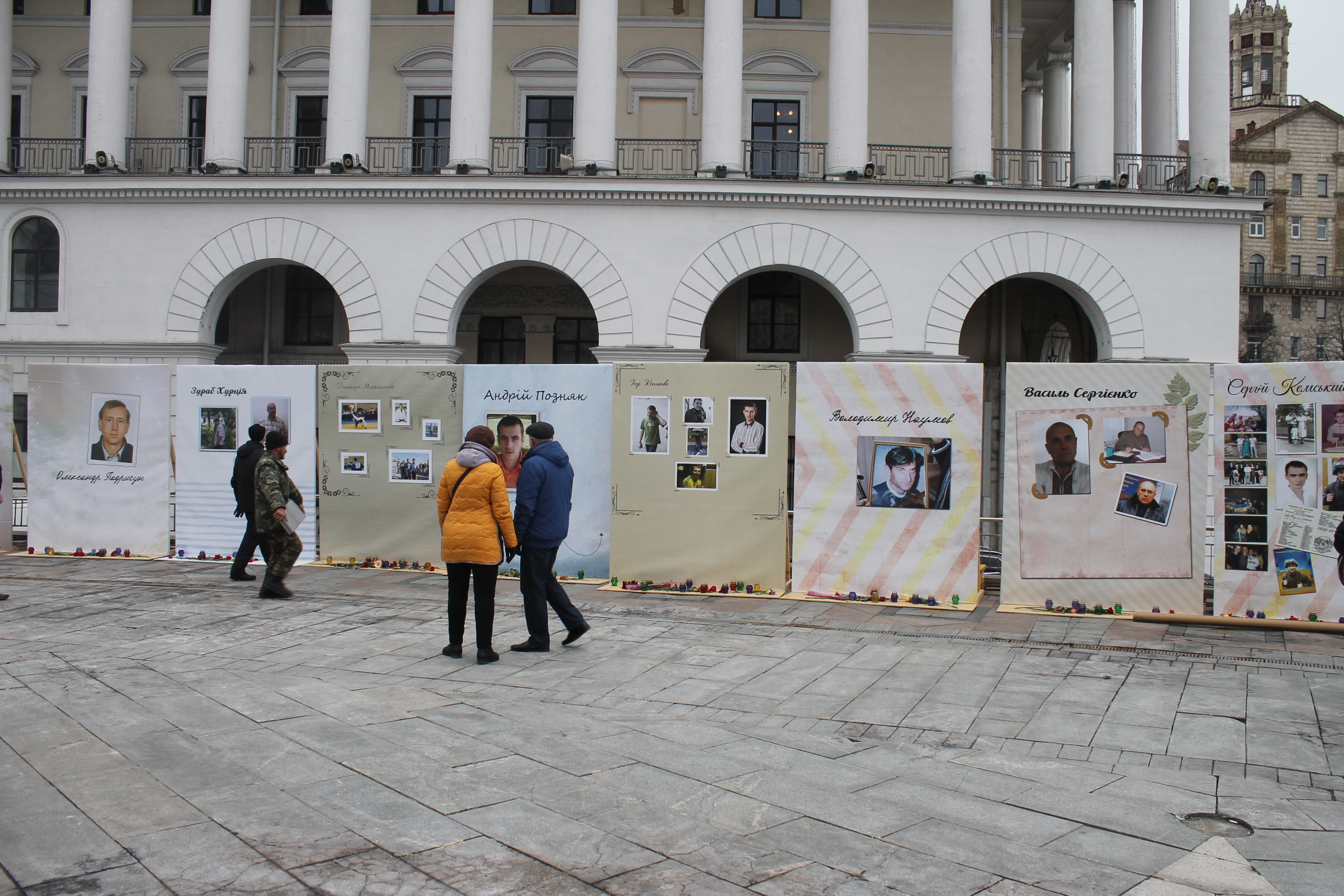
Стела з портретами героїв Небесної сотні
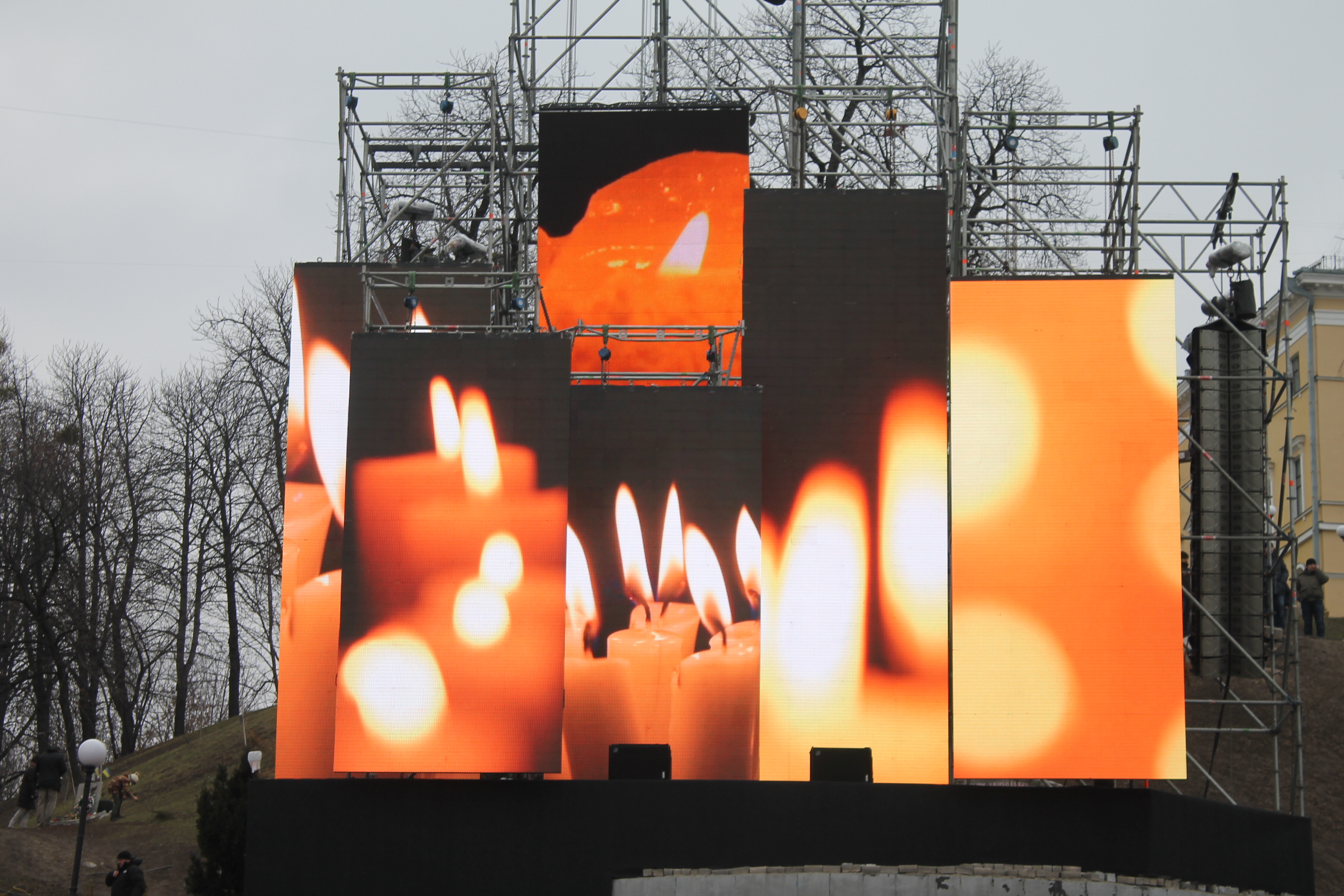
Екрани із зображеннями свічок

### 2024
20 лютого, в день 10-ї річниці подвигу учасників Революції гідності, в Україні відбулися пам’ятні заходи на честь Героїв Небесної Сотні, а саме, відбулися проведення виставок, екскурсій, медіамарафону, ходи пам'яті, панахиди, концерту пам’яті "10 років незламності". Заходи відбувалися під гаслом: "Залишаємося гідними своїх Героїв!".
За повідомленням пресслужби Президента України, у День Героїв Небесної Сотні Президент України Володимир Зеленський, разом дружиною Оленою Зеленською, вшанували пам’ять активістів, загиблих під час Революції гідності у 2014 році. 

### 2025
20 лютого у Києві пройшла церемонія вшанування пам'яті героїв Небесної Сотні, які загинули 18 лютого 2014 року в Маріїнському парку. Також Національний музей Революції Гідності оприлюднив програму заходів, а саме: 20 лютого – церемоніал вшанування Героїв Небесної Сотні й акція «Ангели пам’яті» та 

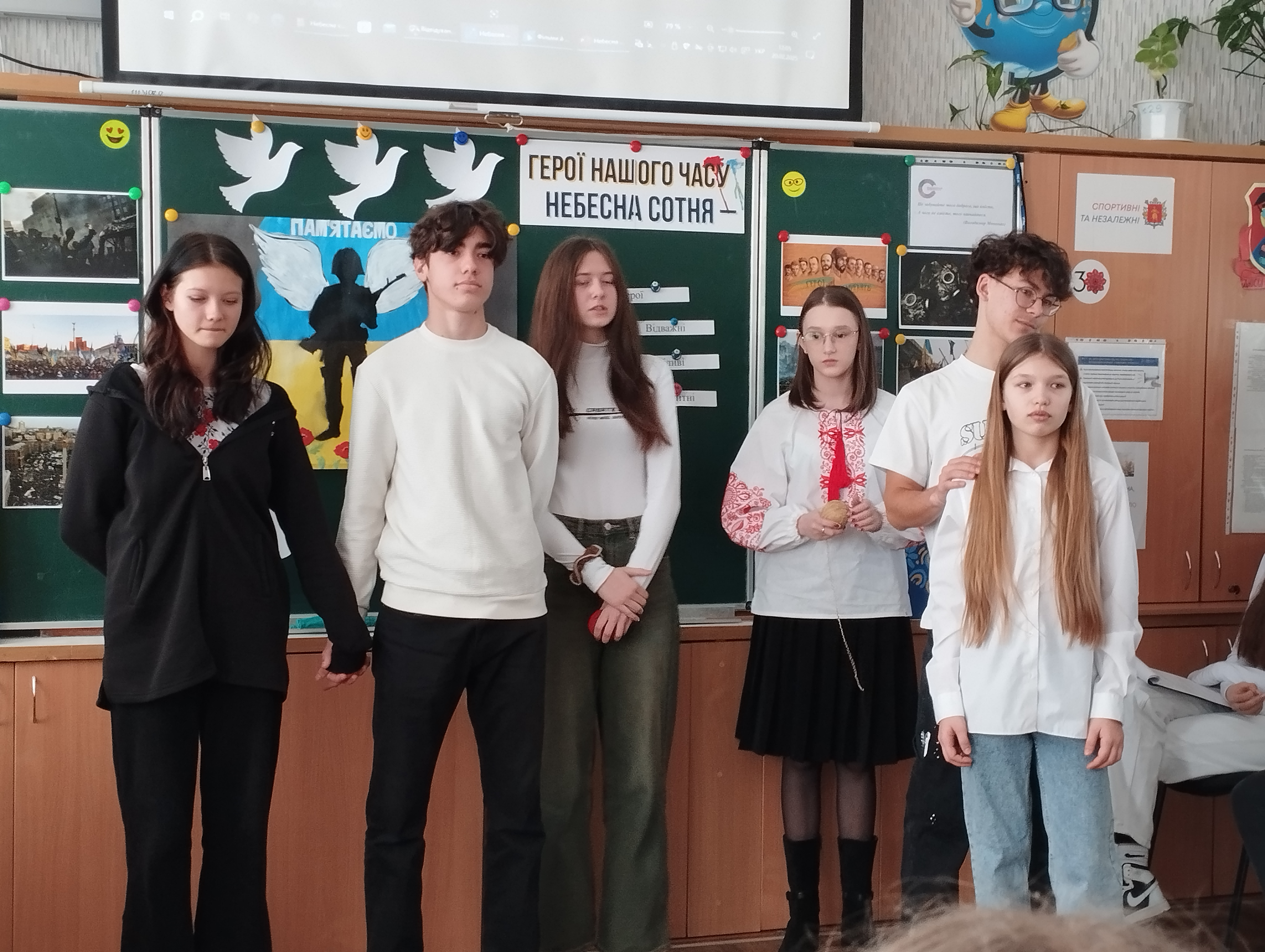
Навіть під час війни вчителі із учнями вшановують День пам'яті героїв Небесної Сотні, щоб вшанувати пам'ять героїв

 відкриття виставки «Герої: Майдан, війна, пам’ять» на Майдані Незалежності.
Згідно повідомлення пресслужби Президента України, Президент України Володимир Зеленський і перша леді Олена Зеленська 20 лютого вшанували пам’ять загиблих учасників Революції Гідності.      
20 лютого, у Львові, на Меморіалі пам’яті Героїв Небесної Сотні, також  відбулась традиційна акція «Ангели пам’яті». Подія розпочалась о 09:00 на Меморіалі пам’яті Героїв Небесної Сотні із хвилини мовчання. Опісля, за участі почесної варти та оркестру Національної академії сухопутних військ, відбулася церемонія підняття Державного Прапора України. Далі відбулась спільна молитва сотень львів’ян, які прийшли вшанувати пам'ять Героїв Небесної Сотні.